# J. Millard Tawes
John Millard Tawes (* 8. April 1894 in Crisfield, Somerset County, Maryland; † 25. Juni 1979 ebenda) war ein US-amerikanischer Politiker (Demokratische Partei) und von 1959 bis 1967 Gouverneur des Bundesstaates Maryland.

## Leben
Millard Tawes besuchte die öffentlichen Schulen im Somerset County und dann bis 1912 die Wilmington Conference Academy in Dover (Delaware). Danach studierte er das Buchhaltungswesen und das Bankgeschäft am Sadlers, Bryant and Stratton Business College. Nach der Schulzeit war Tawes zunächst im Holzhandel, im Bankwesen und im Schiffbau tätig, ehe er in die Politik ging.
Von 1930 bis 1938 war er in der Verwaltung des Bezirksgerichtes im Somerset County angestellt. Zwischen 1938 und 1947 und nochmals von 1950 bis 1959 war er Leiter des Rechnungshofes von Maryland. Von 1947 bis 1950 war er Bankenbeauftragter (State Bank Commissioner) in diesem Staat. Im Jahr 1946 scheiterte er in den Vorwahlen seiner Partei, als er deren Nominierung als Spitzenkandidat für die Gouverneurswahlen anstrebte.

### Gouverneur von Maryland
Am 4. November 1958 wurde Millard Tawes zum neuen Gouverneur von Maryland gewählt. Er trat sein neues Amt am 14. Januar 1959 an und konnte nach einer Wiederwahl im Jahr 1962 bis zum 25. Januar 1967 im Amt bleiben. In dieser Zeit wurden in Maryland unter anderem die Ministerien für wirtschaftliche und industrielle Entwicklung geschaffen. Außerdem entstand eine landwirtschaftliche Beratungsstelle (Agricultural Advisory Board). Das Schulsystem des Staates wurde reformiert und verbessert und der Ausbau der Straßen weiter vorangetrieben. Damals wurde mit einem Gesetz die Rassentrennung in öffentlichen Einrichtungen aufgehoben. Glücksspielautomaten wurden unter Gouverneur Tawes in Maryland verboten. Als Gouverneur förderte Tawes auch den Umweltschutz. Die Anzahl der staatlichen Parks wurde verdoppelt. In seiner Amtszeit wurden auch die Wahlkreise im Staat neu eingeteilt.

### Umweltpolitisches Engagement
Nach dem Ende seiner Amtszeit war Tawes von 1967 bis 1968 Delegierter auf einer Konferenz zur Überarbeitung der Staatsverfassung. Im Jahr 1969 wurde er erster Leiter einer Dienststelle, die sich mit den Bodenschätzen von Maryland befasste (Department of Natural Resources). In diesem Amt setzte sich Tawes erneut für den Umweltschutz bei der Ausbeutung der Bodenschätze ein. Zwischen 1973 und 1975 amtierte Tawes als Finanzminister (State treasurer) von Maryland. Das war sein letztes öffentliches Amt. Er starb im Juni 1979. Mit seiner Frau Helen Avalynne Gibson hatte er zwei Kinder.